# Ramona Esquivel y Aldao
Ramona Esquivel y Aldao fue una patriota argentina que actuó en la sociedad porteña al servicio de la revolución de Mayo y en los primeros años del movimiento emancipador.
Es considerada una de las Patricias Argentinas.

## Biografía
Rafaela Ramona Esquivel y Aldao nació en 1752 en la ciudad de Buenos Aires, entonces capital de la Gobernación del Río de la Plata, entidad integrante del Imperio Español. Era hija de Félix Esquivel y de Rosa de Aldao.
Fue bautizada el 4 de agosto de 1757 por Juan Baltasar Maciel.
Era hermana del comandante Francisco Esquivel y Aldao y como tal, tía de José Félix Aldao, fraile dominico, general y caudillo federal.
Contrajo nupcias el 4 de mayo de 1805 en Buenos Aires con Abundante Roque y Robin.

### Revolución

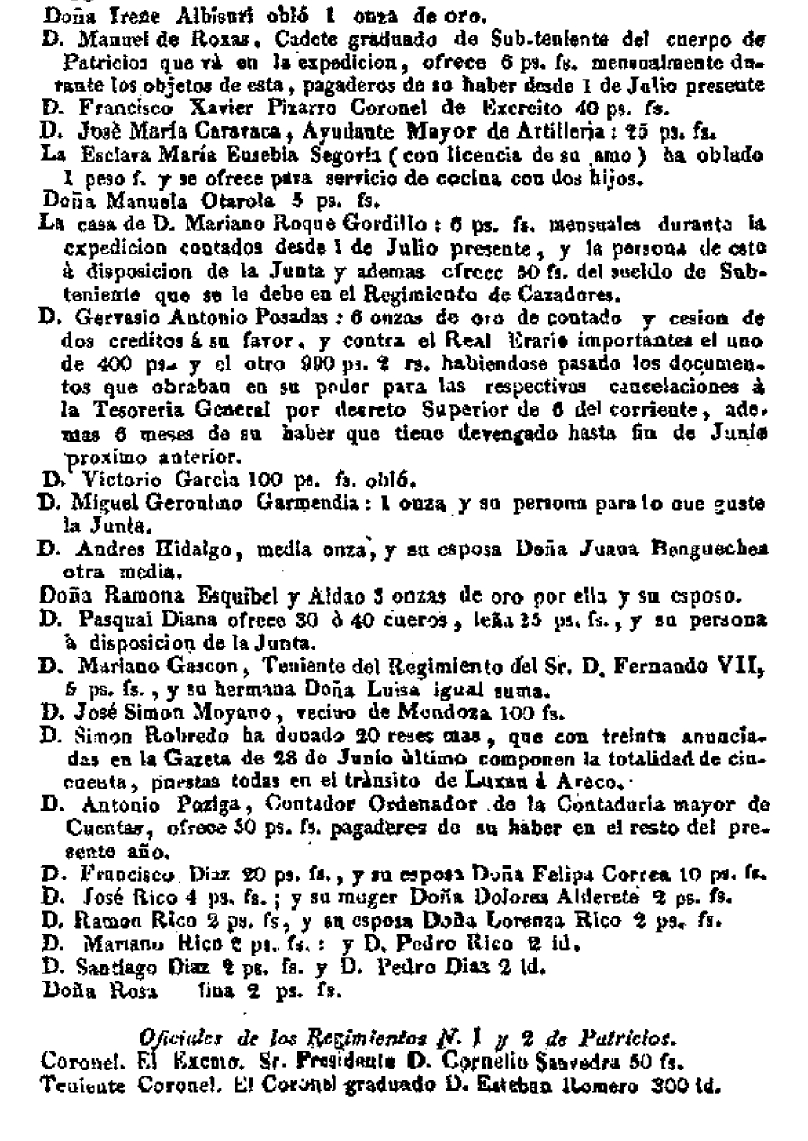
Publicación de la suscripción de 1810 en la Gazeta

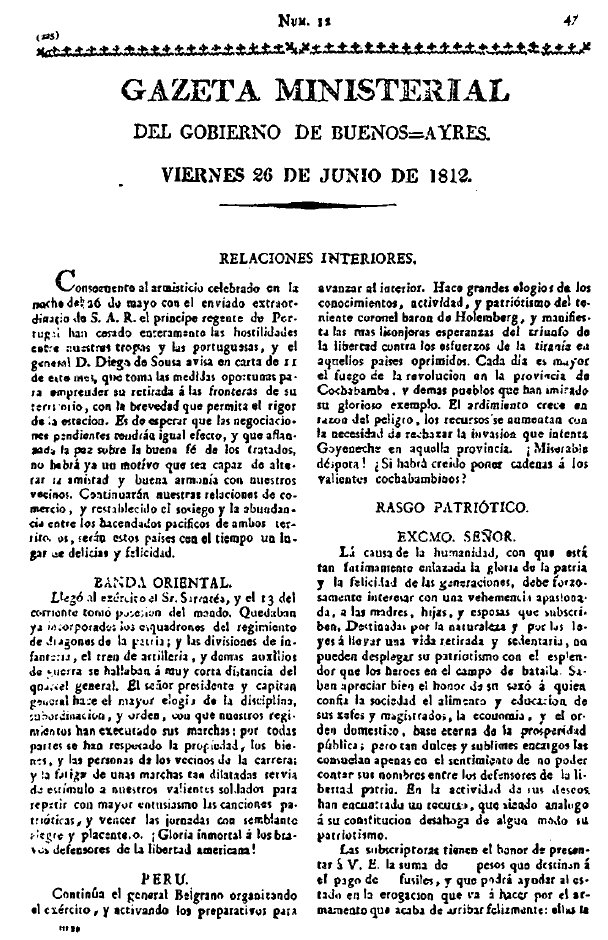
Publicación de la suscripción de 1812 en la Gazeta

Al estallar la Revolución de Mayo de 1810 Ramona Esquivel adhirió al movimiento patriota. Una de las decisiones adoptadas por el cabildo abierto del 25 de mayo de 1810 ordenaba a la Junta Gubernativa disponer el envío de una Expedición Auxiliadora a las provincias del interior con el objeto formal de asegurar la libertad en la elección de diputados que las representarían en el gobierno.
El 7 de junio la Gazeta de Buenos Aires publicó una resolución en los siguientes términos: "No pudiendo mirarse con indiferencia los loables fines propuestos en la expedición que pidió e pueblo para las provincias interiores, y siendo un deber de la Junta llenar este encargo a que se le sujetó en las actas de su inauguración, avisa a los buenos patriotas que pueden concurrir al señor Vocal don Miguel de Azcuénaga, quien recibirá los ofrecimientos que voluntariamente se hagan, con reserva de reglar la Junta los destinos, con concepto a la calidad de los sujetos y nombrar la parte de fuerza efectiva y jefes que deben presidir la expedición".
Iniciada la suscripción para la también llamada "expedición de Unión de las Provincias interiores" Ramona Esquivel contribuyó con tres onzas de oro, por sí y por cuenta de su esposo, con el objeto de ayudar a cubrir los gastos de la expedición.
En junio de 1811 partieron a los Estados Unidos Diego Saavedra, hijo del presidente de la Junta Grande Cornelio Saavedra, y Juan Pedro Aguirre con la misión de adquirir armamentos y municiones en ese país.
Los comisionados cerraron a comienzos de 1812 un contrato para la compra de 1000 fusiles y 350 000 piedras de chispa con la firma Miller&Wambor.
El 13 de mayo arribaron los comisionados y los pertrechos al puerto de Ensenada de Barragan a bordo del buque de bandera estadounidense Liberty y el 19 de mayo echaban ancla frente al puerto de Buenos Aires. 
Habiéndose difundido entre la población la noticia de la llegada al puerto de Buenos Aires del buque con las armas y el rumor de que la situación económica del gobierno revolucionario dificultaba su compra, el 30 de mayo de 1812 se reunieron en casa de Tomasa de la Quintana catorce damas de la sociedad porteña.
Las patricias que serían conocidas como Sociedad Patriótica, donaron el importe de 13 fusiles y dos onzas de oro para que cuando «el alborozo público lleve hasta el seno de sus familias la nueva de una victoria, podrán decir en la exaltación de su entusiasmo: Yo armé el brazo de este valiente que aseguró su gloria y nuestra libertad», en las palabras de su presentación, redactada por Bernardo de Monteagudo.
Las patricias solicitaron que cada uno de los fusiles adquiridos con su aporte llevaran el nombre de la donante para que «si el amor de la patria deja algún vacío en el corazón de los guerreros, la consideración al sexo será un nuevo estímulo que les obligue á sostener en su arma una prenda del afecto de sus compatriotas cuyo honor y libertad defienden. Entonces tendrá un derecho para reconvenir al cobarde que con las armas abandonó su nombre en el campo enemigo, y coronarán con sus manos al joven que presentando en ellas el instrumento de la victoria dé una prueba de su gloriosa valentía».
Las damas que se suscribieron fueron, donando un fusil Tomasa de la Quintana, María de los Remedios de Escalada, María de las Nieves de Escalada, María de la Quintana, María Eugenia de Escalada de Demaría, Ramona Esquivel y Aldao, Mariquita Sánchez de Thompson, Petrona Bernardina Cordero, Rufina de Orma, Isabel Calvimontes de Agrelo, María de la Encarnación Andonaégui de Valdepares, Magdalena de Castro de Herrero y Ángela Castelli de Irgazábal, y con dos onzas de oro Carmen de la Quintanilla.
El 26 de junio de 1812 el Triunvirato aceptó el donativo rindiendo «las más expresivas gracias á nombre de la patria». publicándose en la Gazeta de Buenos Ayres.